# Vapenförbättring
Vapenförbättring är en heraldisk gest som innebar att en vapenbild fick fler komponenter (symboler). Det betydde inte nödvändigtvis att den adlige fick en högre värdighet, utan gavs som en form av belöning. Vapenförbättringen förändrade den adliges position gentemot monarken, som alltid skulle godkänna den nya vapenbilden innan den formellt registrerades med en ny blasonering.
Den ursprungliga skölden, som en släkt fört ifrån sitt första framträdande, kallas stamvapen. Vid vapenförbättring behölls i allmänhet stamvapnet oförändrat, men fick alltså tillägg av heraldiska symboler. Då ett vapen förbättrades medförde detta dock ingen förpliktelse för ägaren att använda hela det förbättrade vapnet, utan han var i sin fulla rätt att, om han så önskade, fortsätta att använda stamvapnet.
Ett exempel på vapenförbättring, då den adlige även fick högre värdighet, var 1647 då drottning Kristina upphöjde samtliga levande bröstarvingar till  Erik Sparre från lågadlig till friherrlig värdighet. Den friherrliga ätten Sparre fick samtidigt en vapenförbättring, vilket innebar att vapenbilden försågs med hjälmprydnader och kronor.